# Schweizer Kompetenzzentrum Sozialwissenschaften
Das Schweizer Kompetenzzentrum Sozialwissenschaften (FORS) ist eine nationale Forschungseinrichtung und wurde 2008 gegründet. Zweck der Institution ist die Erbringung von Dienstleistungen, die Forschung sowie die Verbreitung von Forschungsergebnissen in den Sozialwissenschaften. Insbesondere gehören zum Mandat
- die Erhebung von Daten im Rahmen von nationalen und internationalen Umfragen;
- die Bereitstellung und Dokumentation von Datensätzen für Sekundäranalysen;
- die Forschung im Bereich sozialwissenschaftlicher Themen, besonders Umfragemethoden;
- die Beratung von Forschenden im In- und Ausland.

FORS arbeitet mit nationalen und internationalen sozialwissenschaftlichen Forschungseinrichtungen sowie Forschenden auf diesen Gebieten zusammen.
Die Rechtsform ist die einer Stiftung an der Standort-Universität Lausanne. Im achtköpfigen Stiftungsrat haben neben der Universität Lausanne swissuniversities, das Bundesamt für Statistik und die Akademien der Wissenschaften Schweiz Einsitz. Es wird durch den Bund (Staatssekretariat für Bildung, Forschung und Innovation), durch Beiträge des Schweizerischen Nationalfonds, die Universität Lausanne und zusätzlich eingeworbene projektbezogene Drittmittel finanziert.
FORS integriert Infrastrukturen und Forschungsprojekte wie z. B. das Schweizer Haushalts-Panel (SHP), die Schweizer Wahlstudie (Selects), den Sozialbericht und den Daten und Forschungsinformationsservice (DARIS).
Daneben organisiert FORS Lehrveranstaltungen wie beispielsweise die jährliche „Swiss Summer School on Methods in the Social Sciences“, monatliche Forschungsmethoden-Seminare (in Zusammenarbeit mit Mitgliedern der Sozialwissenschaftlichen Fakultät der Universität Lausanne MISC und IMA), Workshops an Schweizer Universitäten und Fachhochschulen sowie internationale Konferenzen. FORS stellt ausserdem ein Portal zu Daten der öffentlichen Statistik – COMPASS – zur Verfügung.